# رحمانية (شهر أباد)
رحمانیة (بالفارسية: رحمانیه) هي قرية تقع في إيران في قسم شهر أباد الريفي. يقدر عدد سكانها بـ 174 نسمة بحسب إحصاء 2016.